# Churia unipunctata
Churia unipunctata is een vlinder uit de familie visstaartjes (Nolidae). De wetenschappelijke naam van deze soort is voor het eerst geldig gepubliceerd in 2011 door Hacker.
De soort komt voor in tropisch Afrika.